# Acrocephalus gracilirostris
Acrocephalus gracilirostris là một loài chim trong họ Acrocephalidae.

## Hình ảnh

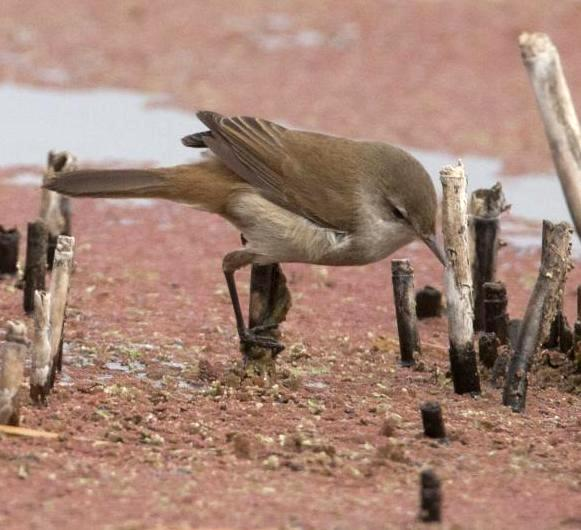
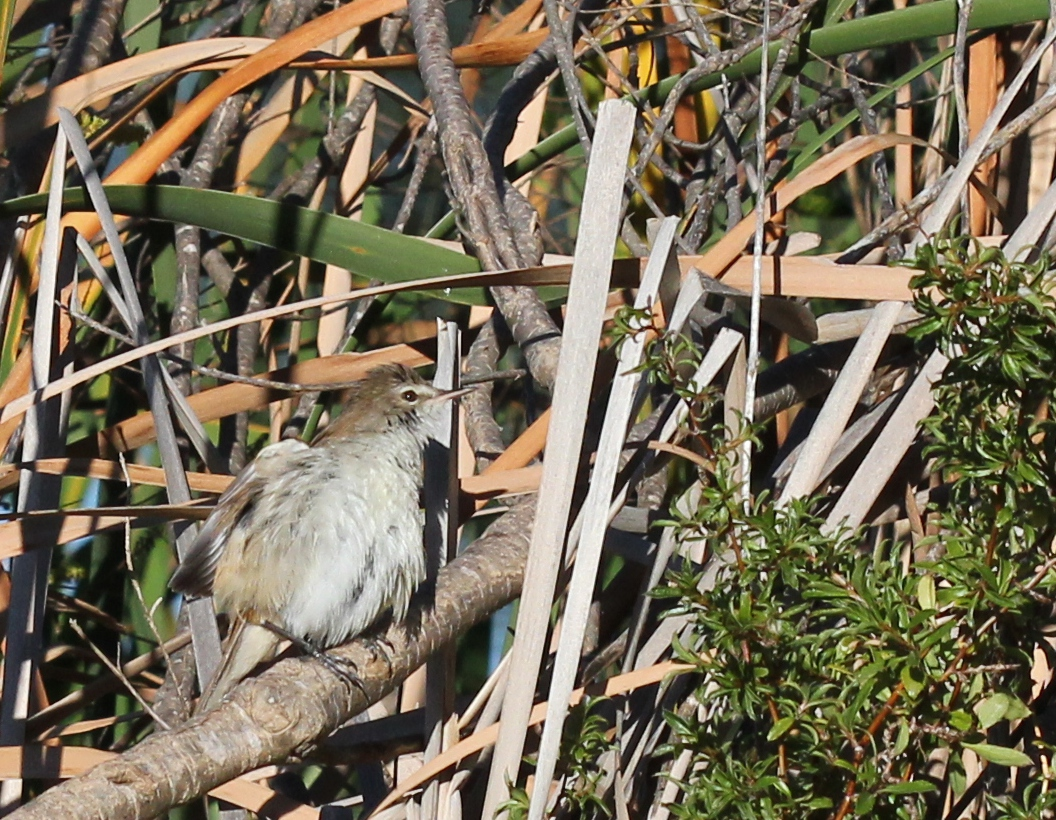
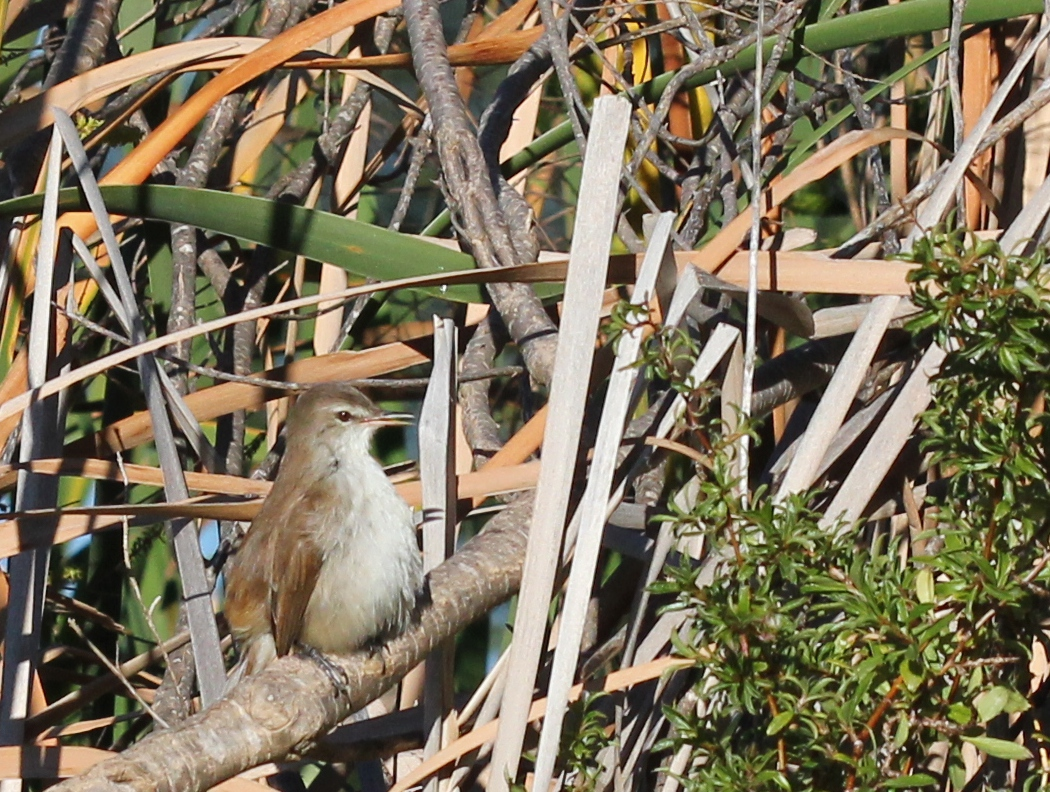